# Immagine mentale
L'immagine mentale è una rappresentazione mentale realizzata dalla mente umana, la quale funziona in maniera iconica.
Le cose (mai la loro negazione) sono rappresentate anche quando esse non sono direttamente percepite dagli organi di senso.
Esistono immagini mentali relative a tutti i cinque sensi, ma la ricerca fino ad ora svolta in ambito psicologico riguarda principalmente le immagini visive.

## Formazione dell'immagine mentale
La formazione e la modifica delle immagini mentali avviene in modo automatico e continuo.
Il cervello, attraverso i canali sensoriali (visivo, uditivo, tattile, olfattivo e gustativo), acquisisce le informazioni principali che vanno a finire nel registro sensoriale (vedi memoria sensoriale). Una piccola parte degli stimoli sensoriali passa nella memoria a breve termine.
In base alla nostra esperienza, il cervello è in grado di raggruppare gli stimoli sensoriali in unità d'informazione (chunk). 
Gli elementi scelti generano immagini, le quali possono essere richiamate in qualunque momento influenzando il comportamento e le decisioni dell'individuo impegnato in quel particolare contesto.

## Utilizzo dell'immagine mentale
Il cervello sostanzialmente utilizza e richiama le immagini per formare delle linee guida, le quali definiscono il nostro comportamento a fronte degli stimoli esterni. 
Gli stimoli esterni insieme alla rappresentazione interna, generano delle decisioni che si traducono in un comportamento.

## Elaborazione della rappresentazione interna
Le immagini mentali immagazzinate in passato possono essere rielaborate, quindi anche le linee guida e strategie saranno modificate per diventare sempre più complesse (procedure complesse).
L'apprendimento di procedure complesse avviene per tentativi ed errori. Sostanzialmente una procedura complessa è una sequenza ordinata di procedure più semplici già conosciute e funzionanti.
Una volta che la procedura è funzionante, perché si ottiene l'obiettivo prefissato, la mente deve solo richiamare l'immagine del risultato finale in modo da attivare autonomamente, quindi senza l'intervento della coscienza, l'esecuzione di quella particolare procedura.
È possibile quindi elicitare in un soggetto una risposta emozionale attraverso stimoli esterni che rievochino una rappresentazione interna specifica, in base alle sue esperienze pregresse.

## Assenza di immagini mentali
Afantasia è il termine italiano per indicare la condizione della mente incapace di visualizzare immagini, come se l’occhio della mente fosse completamente cieco. Ad alcune persone manca completamente, o in parte, la capacità di visualizzare o di richiamare nella propria mente immagini, parole, suoni, sapori, odori, altro.  
Il termine inglese Aphantasia è stato proposto dal professor Adam Zeman dell'università di Exeter che ha pubblicato uno studio sull'argomento 
Lo studio, pubblicato dal team di ricercatori della University of Exeter Medical School sulla rivista di neuroscienze Cortex, ne esplora per la prima volta la natura: in alcune persone congenita, in altre connessa a patologie pregresse o interventi chirurgici avvenuti in precedenza.
Il fenomeno è stato descritto da Francis Galton nel 1880 in uno studio statistico sulle immagini mentali.